# 韓琦
韓 琦（かん き、大中祥符元年7月2日（1008年8月5日）- 熙寧8年6月24日（1075年8月8日））は、中国北宋の政治家・詩人・文学者。字は稚圭。号は贛叟。相州安陽県の人。本貫は趙州賛皇県。南宋の宰相の韓侂冑の曾祖父にあたる。主要作品は『安陽集』・『諫垣存稿』などがある。

## 概要

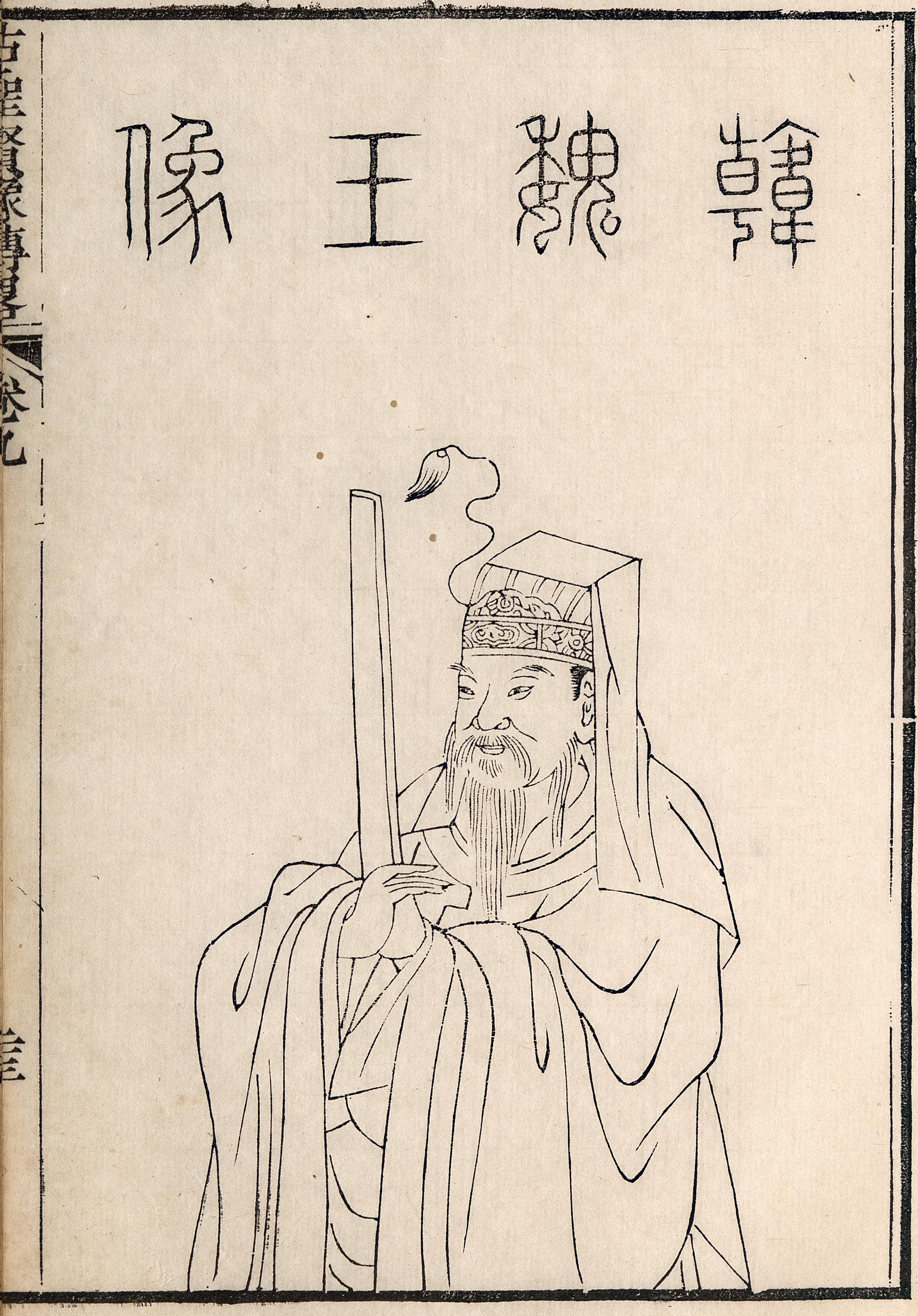
韓琦

天聖5年（1027年）の科挙で次席合格（榜眼）し進士となる。康定元年（1040年）陝西帥臣に任命されると西夏攻撃を主張、遠征を試みるが、六盤山にて1万人の損害を出して失敗に終わる。翌年も范仲淹とともに西夏を攻撃するが1万弱の軍勢が全滅する大敗を喫すなどの失策があった。慶暦3年（1043年）、枢密副使に就任、范仲淹・富弼などが推進する慶暦の新政に積極的に関与している。
嘉祐2年（1057年）、蘇轍が進士に及第すると、当時枢密使であった韓琦に書簡を送り、今後の政策提携を打診している。このときの書簡が現在『上枢密韓太尉書』と称されるものである。
嘉祐3年（1058年）、宰相に就任する。英宗即位後は魏国公に封じられ、神宗が即位すると相州に出判している。元老重臣として王安石の変法に終始反対した。
熙寧8年（1075年）、67歳で病死した。
徽宗の時、功績から魏郡王を追贈された。
朱熹はその著書である「三朝名臣言行録」のうち一巻を全て韓琦にあてている。